# وولفغانغ سكرانز
وولفغانغ سكرانز (بالألمانية: Wolfgang Schranz)‏ مواليد 18 مارس 1976 في تسيل أم زيه، النمسا، هو لاعب كرة مضرب نمساوي سابق بدأ مسيرته كمحترف سنة 1994 وكان يلعب باليد اليمنى. أعلى تصنيف له في الفردي كان المركز الـ 136 في سنة 1998. أعلى تصنيف له في الزوجي كان المركز الـ 376 في سنة 2001.

## النهائيات

### الفردي: (1)
| الرقم | السنة | الدورة               | الأرضية | المنافس في النهائي | النتيجة في النهائي |
| ----- | ----- | -------------------- | ------- | ------------------ | ------------------ |
| 1.    | 1998  | أوبرستاوفين، ألمانيا | ترابية  | روجير فاسن         | 6–4, 6–2           |

## روابط خارجية
- وولفغانغ سكرانز على موقع رابطة محترفي التنس (الإنجليزية)
- وولفغانغ سكرانز على موقع الاتحاد الدولي لكرة المضرب (الإنجليزية)
- وولفغانغ سكرانز على موقع كأس ديفيز (الإنجليزية)
- وولفغانغ سكرانز على موقع خلاصة التنس.كوم (الإنجليزية)